# Mert Erdoğdu
Mert Erdoğdu, né le 30 mars 1979 à İzmit, est un joueur d'échecs turc titulaire du titre FIDE de Grand maître international. Champion d'échecs de Turquie en 2016, il est connu également comme entraîneur de jeunes prodiges ayant établi des records mondiaux de précocité : d'abord le turc Yağız Kaan Erdoğmuş (quatrième plus jeune GM de l'histoire en avril 2024), puis le français Luca Protopopescu (plus jeune joueur à avoir atteint le seuil de 2200 points Elo en avril 2025).

## Biographie
Aziz Mert Erdoğdu est né le 30 mars 1979 à Izmit. Il commence à jouer aux échecs alors qu'il étudie au lycée de Galatasaray. Il obtient les titres FIDE de Maître FIDE (MF) en 2001, de Maître International (MI) en 2003 et de Grand Maître International (GMI) en 2017, devenant ainsi le treizième joueur turc de l'histoire à obtenir ce titre. Il participe à l'équipe nationale turque aux Olympiades d'échecs de 2000 à 2010. Il remporte le championnat d'échecs turc de 2016.
En 2018, il est nommé par la FIDE entraîneur de l'équipe nationale féminine du Salvador dans la catégorie 1600-1800 Elo lors de la 43e Olympiade d'échecs.
En 2024, il entraîne le turc Yağız Kaan Erdoğmuş, qui devient en avril le quatrième plus jeune GM de l'histoire, et le plus jeune en activité, à 12 ans, 9 mois et 29 jours.
En 2025, il devient entraîneur, au club Marseille-Échecs, du français Luca Protopopescu, qui devient en avril le plus jeune joueur à dépasser le seuil de 2200 points Elo à l'âge de 9 ans et 5 jours.

## Palmarès
- Champion de Méditerranée en 2004[7]
- Champion d'échecs de Turquie en 2016